# Aida de Acosta
Aida de Acosta, née le 28 juillet 1884 à Elberon (New Jersey) et morte à Bedford le 26 mai 1962, est une mondaine et aéronaute américaine, première femme à piloter un avion motorisé en solo.
En 1903, alors qu'elle est à Paris avec sa mère, elle entrevoit pour la première fois des dirigeables. Elle prend ensuite seulement trois leçons de vol, avant de s'envoler toute seule. Ses parents l'empêchèrent de poursuivre sa carrière aéronautique.
Plus tard, après avoir perdu la vue d'un œil à cause du glaucome, elle devient une défenseure de l'amélioration des soins oculaires et est directrice exécutive de la première banque des yeux en Amérique.

## Jeunesse
Aida de Acosta nait en 1884 de Ricardo de Acosta (1837-1907), un dirigeant de ligne de bateaux à vapeur né à Cuba de parents espagnols, et d'une mère espagnole, Micaela Hernández de Alba y de Alba (1853-1921), réputée descendante de la famille Alba, célèbre dans l'histoire de l'Espagne sous le nom de ducs d'Albe.
Elle a sept frères et sœurs : Joaquín, Enrique, Ricardo, Maria et Ángela, et les écrivains et mondaines Mercedes de Acosta et Rita de Acosta Lydig.

## Aviation

### Vol de 1903

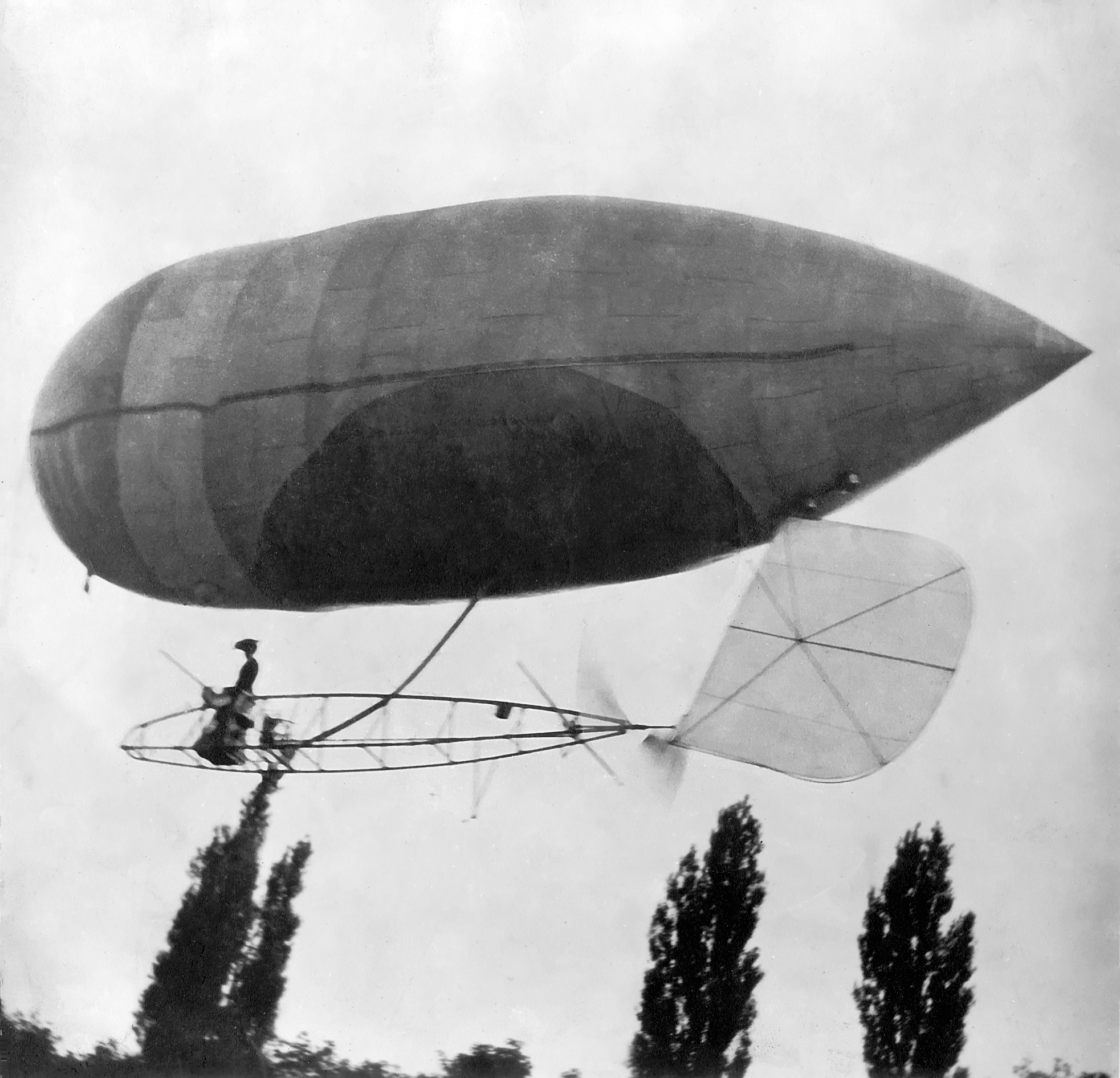
Vol d'Aida de Acosta vers le polo de Bagatelle en 1903.

Le 27 juin 1903, à Paris, alors qu'Aida a dix-neuf ans, le pionnier de l'aviation brésilien Alberto Santos-Dumont lui montre comment faire fonctionner son dirigeable personnel, le N° 9. Santos-Dumont est la « coqueluche » de Paris à l'époque, faisant voler son dirigeable vers son restaurant préféré et le garant dans la rue pendant qu'il dîne. Le 9 juillet 1903, après trois leçons données par Santos-Dumont,, Aida pilote le dirigeable N° 9 en solo de Paris au Château de Bagatelle, tandis que Santos-Dumont, sur son vélo, agite les bras et lui crie des conseils.
Acosta a raconté plus tard que lors de son premier atterrissage, Santos-Dumont lui avait demandé comment elle s'en était sortie : « C'est très gentil, monsieur Santos-Dumont », répondit-elle. « Mademoiselle, » s'écria-t-il, « vous êtes la première aéro-chauffeuse du monde ! ». Elle a en fait été la première femme à piloter un aéronef motorisé, près de six mois avant que Orville et Wilbur Wright ne volent pour la première fois dans leur avion à moteur plus lourd que l'air.
Le premier vol d'Aida de Acosta se termine sur le terrain de polo de Bagatelle à l'extrémité nord du bois de Boulogne, lors d'un match entre l'équipe américaine et l'équipe britannique. Après avoir regardé un peu de polo avec Santos-Dumont, Aida est remontée dans le panier et a ramené la machine à Neuilly Saint James ; le voyage entier a duré une heure et demie.

### Conséquences
Ses parents, mortifiés par l'idée d'une publicité à la suite de cet exploit qu'ils jugent indigne d'une jeune fille de bonne famille, interdisent à Santos-Dumont de citer son nom : ils sont certains qu'aucun homme n'épouserait une femme qui a fait une telle chose. L'histoire ne réapparait que dans les années 1930, lorsqu'Aida de Acosta raconte l'histoire à son mari et à un jeune officier de marine, le lieutenant George Calnan, à un dîner.
Aida de Acosta est la seule personne que Santos-Dumont ait jamais autorisée à piloter l'un de ses nombreux aéronefs. Il faut noter que Santos-Dumont, célibataire de longue date, sans liens amoureux connus, a gardé une photographie d'Acosta sur son bureau, à côté d'un vase de fleurs fraîches, tout le reste de sa vie. Néanmoins, rien n'indique que Santos-Dumont et Acosta soient restés en contact après son vol. À la mort de Santos-Dumont, Acosta aurait déclaré qu'elle connaissait à peine l'homme[réf. nécessaire].

## Vie privée
Aida de Acosta se marie deux fois :

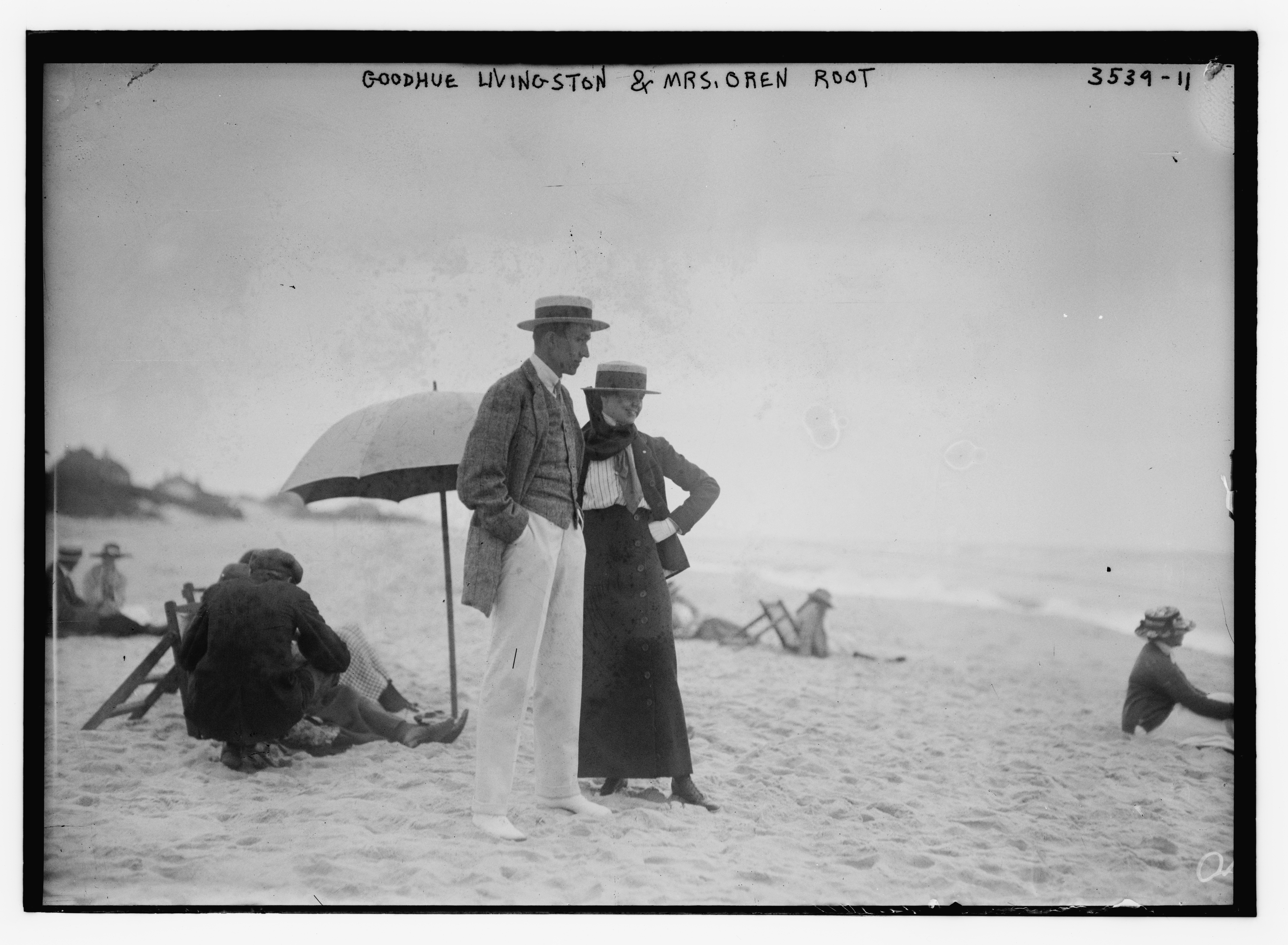
Goodhue Livingston et Mrs. Oren Root en 1910.

- à Oren Root III, fils d'Oren Root II et neveu de l'homme d'État américain et lauréat du prix Nobel de la paix Elihu Root, en 1908 ; ils divorcent en 1922. Ils ont  un fils, Oren Root IV (1911-1995), et une fille, Alva de Acosta Root (née en 1914 et du nom de l'héritière suffragette Alva Belmont )[9],[10],[11],[12],[13],[14],[15].
- au colonel Henry Skillman Breckinridge en 1927 et dont elle divorce en 1947. Il a été l'avocat de Charles Lindbergh lors du procès de l'affaire du bébé Lindbergh et United States Assistant Secretary of War sous Woodrow Wilson[16].

Divorcée deux fois, Aida de Acosta voyage en Europe après la Première guerre mondiale, où elle vit comme philanthrope et amatrice d'arts.

## Plaidoyer pour les soins oculaires
En 1922, Aida est atteinte de glaucome. Son ophtalmologiste est le célèbre spécialiste des yeux William H. Wilmer, que le Time a qualifié de « plus grand chirurgien ophtalmologiste que les États-Unis aient jamais eu ». Elle perd finalement la vue d'un œil, mais les soins du Dr Wilmer sauvent son autre œil et la poussent à organiser une campagne de financement, qui permet d'obtenir 3 millions de dollars, pour financer la création en 1925 du Wilmer Eye Institute à l'Hôpital Johns-Hopkins, premier institut ophtalmologique aux États-Unis. En 1945, elle est devient directrice exécutive de l'Eye-Bank for Sight Restoration à New York, la première banque des yeux aux États-Unis.
Elle décède à Bedford, New York, à l'âge de 77 ans.